# Surrey Hills, Victoria
Surrey Hills är en stadsdel i Melbourne i Australien. Den ligger i kommunen Whitehorse och delstaten Victoria, omkring 12 kilometer öster om centrala Melbourne. Antalet invånare är 13 105.